# Wullersdorf (Herrschaft)
Die Herrschaft Wullersdorf war eine Grundherrschaft im Viertel unter dem Manhartsberg im Erzherzogtum Österreich unter der Enns, dem heutigen Niederösterreich.

## Ausdehnung
Die Herrschaft, der auch die Gülte Rafflhof und die Pfarrharrschaften Wullersdorf und Haugsdorf gehörten, umfasste zuletzt die Ortsobrigkeit über Wullersdorf und Raffelhof, Aschendorf und Brannhartsberg. Der Sitz der Verwaltung befand sich im Pfarrhof von Wullersdorf.

## Geschichte
Der letzte Inhaber der Stiftsherrschaft war Wilhelm Eder in seiner Funktion als Abt von Stift Melk. Mit den Reformen 1848/1849 wurde die Herrschaft aufgelöst.